# Personnages de Silent Hill
 (décembre 2016).
Améliorez-le ou discutez des points à vérifier. 
 (octobre 2015).
Si vous disposez d'ouvrages ou d'articles de référence ou si vous connaissez des sites web de qualité traitant du thème abordé ici, merci de compléter l'article en donnant les références utiles à sa vérifiabilité et en les liant à la section « Notes et références ».
Cet article présente les personnages de la série de jeux vidéo Silent Hill.

## Silent Hill

### Harry Mason
Harry Mason est le personnage principal de Silent Hill premier du nom. Écrivain, il est veuf de sa femme Jodie, avec qui, il a recueilli la petite Cheryl sept ans avant les débuts du jeu.
Il se rend en vacances avec sa jeune fille Cheryl dans la ville balnéaire de Silent Hill. Durant le trajet ils font une sortie de route afin d'éviter de percuter une adolescente sur la route (qui s'avérera être Alessa) et Harry perd connaissance. En se réveillant, il constate que Cheryl a disparu et va tenter de la retrouver avec l'aide de Cybil Bennett, une femme policier à moto de Brahms, la ville voisine. En parcourant la ville embrumée et au fil des personnages qu'il rencontre (Dahlia Gillespie, le Dr Michael Kaufmann, Lisa Garland), Harry va découvrir l'existence de l'Ordre, une secte qui règne sur la ville et essaie de faire renaître leur Dieu par Alessa, mais durant le rituel, elle a scindé son âme en deux parties, créant ainsi Cheryl. Dahlia a ainsi fait capturer Cheryl pour réunir les deux âmes et permettre la naissance du Dieu, un être angélique appelé l'Incubator. Mais avec l'intervention de Harry et la résistance d'Alessa, le rituel a échoué, Dahlia est morte et Harry a pu tuer le Dieu. En remerciement, Alessa a brièvement repris forme humaine et confié un bébé à Harry, une fille.
Dans Silent Hill 3, Harry révèle dans une lettre qu'il a finalement gardé l'enfant et l'a élevé comme sa propre fille, qu'il a appelé Heather. Quand un homme de l'Ordre l'a retrouvé, il l'a tué en légitime défense et a fui avec sa fille vers Portland. Il est finalement tué dans son appartement par un monstre envoyé par Claudia Wolf, à la tête de l'Ordre, afin de venger l'échec du rituel 17 ans plus tôt et pour nourrir le dieu en Heather.
- Dans le premier film, son personnage change de nom pour Christopher Da Silva (interprété par Sean Bean), et ce n'est pas lui qui se rend à Silent Hill, mais sa femme Rose (interprétée par Radha Mitchell).
- Dans le deuxième film, il prend le nom de Harry Mason afin de protéger Sharon / Heather de l'Ordre.

### Cheryl Mason
Cheryl est la fille adoptive de Harry, qu'il a recueilli avec sa femme après l'avoir trouvé bébé près de Silent Hill. Elle disparaît au début de l'aventure. On apprend au cours du jeu qu'elle n'est que l'incarnation d'une partie de l'âme d'Alessa Gillespie, une adolescente immolée au cours d'un rituel sectaire de l'Ordre. Dahlia souhaite la réunir avec Alessa pour permettre la naissance du Dieu du culte, l'Incubator.
- Dans Silent Hill, son personnage est interprété par Jodelle Ferland, et change de nom pour Sharon Da Silva.

### Cybil Bennett
Cybil Bennett est agent de police à Brahms, une ville voisine de Silent Hill. Elle rencontre Harry dans un bar alors qu'il s'était évanoui, elle le met également en garde de s'aventurer dans la ville, celui-ci refusant, elle lui fournira une arme à feu et l'aidera à retrouver sa fille disparue. Elle sera possédée par une des créatures et Harry pourra la sauver ou non.
- Le personnage de Cybil Bennett est interprété par l'actrice Laurie Holden dans Silent Hill.

### Dahlia Gillespie
Dahlia Gillespie est une vieille femme au physique de serpent. Harry la rencontre dans une église et passé le choc de son apparence repoussante, il découvre en elle une femme au courant de beaucoup de choses et n'hésite pas à guider Harry dans la ville. Toutefois, Dahlia n'est pas digne de confiance : elle est à la tête de l'Ordre, une secte vénérant un dieu païen. En réalisant que sa fille, Alessa, possède de puissants pouvoirs psychiques, Dahlia voit en elle le moyen de donner naissance à son Dieu. Pour cela
Dans Silent Hill: Origins, Dahlia immole vivante sa fille Alessa en déclenchant l'incendie de leur maison, mais la fille est sauvée et reste dans un profond coma, le corps couvert de brûlures très sévères. Avec le Dr Kaufmann, Dahlia tente de donner naissance à son Dieu grâce au Flauros mais ceci n'a pour effet que de scinder l'âme d'Alessa en deux, créant Cheryl.
Quand la fillette revient à Silent Hill sept ans plus tard, Dahlia la fait enlever pour terminer le rituel et donner naissance à l'Incubator.Dans les bonne fin Kaufman créera une partie maléfique de l'Incubator et il tue cette dernière ; dans les mauvaises fins, elle se fait tuer par l'Incubus via une immolation par le feu.
- Le personnage de Dahlia Gillespie est interprété par l'actrice Deborah Kara Unger dans Silent Hill et dans Silent Hill: Révélation.

### Alessa Gillespie
Alessa Gillespie est la fille de Dahlia Gillespie. Élevée dans la douleur, brûlée vive dans son enfance, Alessa est une jeune fille qui est torturée par ses camarades de classe dont elle est le souffre-douleur. Elle ne comprend pas ce qui lui arrive et, surtout, pourquoi cela lui arrive. Elle est à la fois attirée et inquiétée par la présence de Harry Mason dans la dimension "altérée" de Silent Hill où son esprit erre.
Dans Silent Hill Origins, il est précisé qu'elle a été brûlée vive par sa mère dans le cadre d'un rituel de sa secte, mais sauvée au dernier moment par Travis Grady qui l'emmène à l'hôpital où le Dr Kaufmann la maintiendra en vie secrètement avec l'aide de Lisa Garland, en attendant de pouvoir un jour la réunir avec Cheryl. Sa souffrance physique se propage dans la ville, se matérialisant sous forme de monstres et d'une dimension parallèle, l'Otherworld.
- Son personnage est interprété par Jodelle Ferland dans le premier film, et par Erin Pitt dans le deuxième film.

### Michael Kaufmann
Le Dr Michael Kaufmann est un personnage ambigu de Silent Hill. Cupide et égoïste, il est aussi bien directeur de l'hôpital Alchemilla que complice de toutes les exactions de l'Ordre. Pour prix de sa complicité, il touche une bonne part du trafic de drogue PTV, issue de la White Claudia. Il maintient en vie Alessa Gillespie après son immolation, en forçant la main de Lisa Garland, l'infirmière avec qui il a une relation et à qui il fournit de la drogue. Quand Dahlia tente de terminer le rituel permettant la naissance de son dieu, Kaufmann la défiera et utilisera l'Aglaophotis pour créer une version maléfique du dieu : l'Incubus. Une fois que Harry aura vaincu le Dieu et tentera de fuir, Kaufmann veut le suivre mais il est rattrapé par l'esprit de Lisa et maintenu en enfer, où il est laissé pour mort. Il est également présent dans Silent Hill: Origins où il est sous-entendu qu'il donne de la drogue à Lisa Garland pour la faire taire et avoir des relations sexuelles.

### Lisa Garland
Lisa Garland était l'infirmière d'Alessa. Harry ne rencontre Lisa que dans le Silent Hill altéré. Sous des aspects stressés et torturés, Lisa est quelqu'un de bien. Elle est juste victime de la cruauté de Dahlia et Kaufmann, qui lui donne de la drogue en échange de ses services et de sa loyauté envers l'Ordre. Cependant, au cours des années de garde, Lisa meurt, vraisemblablement d'une overdose, mais son esprit demeure dans la ville, inconscient de son état. Ses rencontres avec Harry lui feront prendre conscience de sa mort et elle se vengera du Dr Kaufmann en le retenant dans l'Otherworld qui se referme alors que Harry a réussi à tuer le Dieu invoqué par Dahlia Gillespie.
- Elle est également présente dans Silent Hill: Origins.
- Lisa fait une apparition dans Silent Hill de Christophe Gans. Elle apparaît au chevet d'Alessa qui, pour la punir de l'un de ses défauts qui est la curiosité, lui a pris ses deux yeux et la maintient prisonnière dans sa chambre d'hôpital.

## Silent Hill 2

### James Sunderland
James est le protagoniste de Silent Hill 2. Il est veuf, sa femme Mary est décédée trois ans auparavant. Un jour, il reçoit une lettre d'elle lui demandant de la rejoindre à Silent Hill, « dans leur lieu à eux ». Il a été attiré par la magie de Silent Hill pour des raisons inconnues au début du jeu. James tentera de rejoindre deux lieux importants pour son couple : le parc de Rosewater, le lieu où il a rencontré Mary, puis ira vers l'hôtel Lakeview, là où ils ont séjourné avant que Mary ne tombe malade.
Au fur et à mesure des rencontres et de l'exploration de la ville, James va faire la rencontre de Maria, une femme ressemblant étonnamment à Mary mais en plus aguicheuse, mais aussi de Pyramid Head, un monstre bourreau qui va le poursuivre à travers la ville et tuer Maria à plusieurs reprises, bien qu'elle réapparaisse saine et sauve par la suite et sans souvenirs des événements passés. James va comprendre qu'il a en réalité fait un blocage mental : sa femme Mary, qui était déjà gravement mourante d'une maladie pulmonaire, est morte assassinée de ses propres mains, étouffée avec un oreiller, la semaine précédant son arrivée dans la ville. Profondément amoureux de sa femme, il s'était résigné à mettre de côté sa vie personnelle pour prendre soin de sa femme et être à ses côtés pendant sa maladie, mais le temps (Mary a été hospitalisée durant trois ans) et les frustrations l'ont conduit à tuer sa femme lors d'un ultime retour à domicile. Par la suite, son subconscient l'a amené à se convaincre que Mary était morte de sa maladie depuis 3 ans. Cette prise de conscience est symbolisée par la lettre de Mary, qui disparaît peu à peu. Dans Return to Silent Hill, il est interprété par Jeremy Irvine, et par Luke Roberts dans le remake du jeu.

### Mary Shepherd-Sunderland
C'était la femme de James, morte selon lui il y a 3 ans d'une longue et douloureuse maladie pulmonaire. Quand James reçoit une lettre venant d'elle lui demandant de la retrouver à Silent Hill, la ville où ils se sont rencontrés, James se met à sa recherche.
James va finir par admettre la vérité : après trois ans de souffrance, il a tué sa femme mourante en l'étouffant avec un oreiller alors qu'elle retournait chez elle pour la dernière fois, une semaine avant les événements du jeu, et il va nier inconsciemment son geste en inventant l'histoire et la lettre. Dans Return to Silent Hill, elle est interprétée par Hannah Anderson, et par Salóme Gunnarsdóttir dans le remake du jeu.

### Angela Orosco
Angela est une jeune fille perturbée de 19 ans à la recherche de sa mère. James rencontre Angela dans un cimetière en allant à Silent Hill. Durant l'aventure James apprendra qu'elle a été abusée par son père lorsqu'elle était plus jeune, et que sa mère n'a rien fait pour la protéger, prenant le parti de son mari contre sa fille. Peu avant de venir à Silent Hill, Angela a tué son père en état de légitime défense, mais cet acte l'a plongée dans une profonde dépression et elle a depuis des tendances suicidaires. Angela finira par se suicider en allant dans les flammes qu'elle voit par la magie de Silent Hill, sous les yeux de James qui voit ces flammes pour la première fois là où Angela lui fait remarquer qu'elle les voit depuis le début.
On peut voir dans la salle en flammes, reflétant l'inconscient d'Angela, deux corps cousus aux murs l'un en face de l'autre. Il semblerait qu'ils soient en peau humaine, et dépourvus de parties intimes, ayant à la place une tache de sang, en référence à la haine d'Angela envers les hommes et particulièrement son père. L'un des deux corps étant certainement le père, le second représenterait son frère qui l'a également agressée. On peut aussi noter la salle où James sauve Angela, agressée par la représentation de son père, qui est une représentation des actes sexuels qu'a subis Angela. Cette salle est en matières organiques symbolisant les corps, parsemés de traces de doigts qui elles représentent la violence et l'abus. On y voit aussi des trous dans lesquelles des "pistons" font des va-et-vient, ce qui représente l'acte sexuel et probablement leurs répétitions. Un téléviseur est aussi présent, faisant penser à un salon. Dans le remake du jeu, elle est interprétée par Gianna Kiehl, et change de nom pour Kaitlyn dans Return to Silent Hill, interprétée par Eve Macklin.

### Eddie Dombrowski
Eddie est un jeune homme obèse ayant gardé un mental d'enfant. Au début de l'aventure, il paraîtra gentil et fragile, terrorisé par les visions qu'il a dans la ville, mais au fur et à mesure de l'histoire, les brimades dont il a été victime plus jeune feront apparaître de sa part un caractère colérique et dangereux. Il est venu à Silent Hill après avoir tué un chien puis une brute qui l'avait « regardé de travers ». James finira par le tuer en état de légitime défense, alors qu'Eddie était dans une folie meurtrière.
On voit par la suite, au vu du nombre de cadavres près de lui à plusieurs de ces rencontres, qu'il aurait tué encore beaucoup d'autres personnes dans sa folie. Comme pour Angela, la salle dans laquelle le combat contre lui se déroule est une apparition de son inconscient, on peut y voir ce qui ressemble à un abattoir, lui qui est souvent insulté de "gros porc". Dans Return to Silent Hill, il est interprété par Pearse Egan, et par Scott Haining et Danny Kirrane dans le remake du jeu.

### Laura
Laura est une jeune fille de huit ans, espiègle et irréfléchie, qui semble en vouloir énormément à James. Elle dit avoir connu Mary de son vivant et être restée à ses côtés à l'hôpital jusqu'à sa mort. Le fait qu'elle date cet événement de la semaine précédente semble incohérent, car pour James, Mary est morte trois ans plus tôt. Dans une lettre, Mary lui avait confié son souhait de l'adopter si elle avait guéri de sa maladie.
Laura étant la seule personne innocente, elle peut errer dans la ville sans voir de monstres et voit la ville telle qu'elle est.
Le thème de Laura est la musique de la cinématique d'introduction du jeu. Dans Return to Silent Hill et le remake du jeu, elle est interprétée par Evie Templeton.

### Maria
Maria est une jolie femme que James rencontre au cours de l'aventure, au lieu même où il avait rencontré sa femme Mary. C'est le sosie de Mary, seuls ses cheveux, ses habits et son caractère semblent différents. Elle est atteinte du même mal que la femme de James. Habillée de façon sexy et sachant jouer de ses charmes, elle semble être la clef de l'histoire. Elle n'est pas réelle et est une représentation de ce qu'aurait voulu James, une Mary vivante, sans maladie, sexy et agréable de caractère. Elle possède parfois les souvenirs de Mary, démontrant bien le parallèle entre les deux femmes. Elle mourra trois fois, deux fois tuée par Pyramid Head, une autre fois d'une maladie sur un lit. Dans le scénario Né de l'imaginaire, elle travaille en tant que strip-teaseuse au Heaven's Night à Silent Hill, se comporte comme si elle était réelle, et discute avec l'esprit d'Ernest Baldwin, allant jusqu'à l'aider à trouver la paix.
Les développeurs, dans le making-of du jeu, affirment qu'ils ont voulu qu'elle ait des défauts physiques comme son bourrelet ou ses taches de rousseur. Dans Return to Silent Hill, elle est interprétée par Hannah Anderson, et par Salóme Gunnarsdóttir dans le remake du jeu.

### Pyramid Head
Monstre anthologique des Silent Hill, Pyramid Head est un bourreau vêtu d'une robe et portant un énorme casque en fer rouillé de forme pyramidale, d'où son nom. Il porte un couteau démesuré et a une tendance pour le viol de monstres. Il est issu de l'inconscient de James. Sa signification est révélée à la fin du jeu : il est l'incarnation du souhait inconscient de punition de James pour ses péchés. L'autre nom de cette créature est Red Pyramid Thing, bien que Pyramid Head soit plus répandu parmi les fans.
- Pyramid Head apparaît dans Silent Hill et Return to Silent Hill de Christophe Gans, ainsi que dans Silent Hill: Révélation, de Michael J. Bassett.

### Ernest Baldwin
Vieil homme mystérieux habitant un manoir à Silent Hill. Ayant perdu sa fille unique Amy, il se terre dans sa bâtisse, que les habitants appelaient jadis "Manoir Hanté". Dans le scénario supplémentaire Né de l'imaginaire, Maria le rencontrera, et celui-ci lui demandera d'acquérir les derniers objets pour accomplir son rituel de résurrection afin d'apaiser son esprit ainsi que celui de sa fille, Amy. Maria finira par comprendre qu'Ernest est mort et qu'elle parlait à son fantôme. Avant de disparaître, il préviendra Maria sur les raisons qui vont amener un certain James Sunderland à Silent Hill, qu'il cherche en elle quelqu'un d'autre et qu'il ne lui veut rien de bon. Il n'apparaît ni dans le remake du jeu ni dans Return to Silent Hill.

### Amy Baldwin
C'était la fille unique d'Ernest Baldwin. Elle se tua accidentellement à la veille de son septième anniversaire, en tombant par la fenêtre de sa chambre. Son père, brisé par ce malheur, tenta alors de la ressusciter, en vain.
Désespéré, il se suicida.
Amy n'apparaît pas dans le scénario de Maria, ni dans le remake du jeu, ni dans Return to Silent Hill.

### Thomas Orosco
Le père d'Angela. Un homme alcoolique et violent qui a abusé de sa fille après la mort de sa femme et la fuite de son fils. Les sévices qu'il infligea à sa fille la firent sombrer dans la folie, des souvenirs que la magie maléfique de Silent Hill rendra réels en tant que Papa Abstrait, un monstre cruel à l'apparence hideuse. Il est mort poignardé par Angela.

## Silent Hill 3

### Heather Mason
Heather Mason est le personnage principal de Silent Hill 3. Elle est la fille d'Harry Mason et la réincarnation d'Alessa Gillespie issue du premier épisode, elle semble instrumentalisée par Claudia Wolf. Dans Silent Hill: Révélation, son personnage est interprété par Adelaide Clemens et est le nom d'emprunt de Sharon Da Silva.

### Douglas Cartland
Pour les articles homonymes, voir Cartland.
Douglas Cartland est un détective privé d'une cinquantaine d'années, qui a été engagé par Claudia Wolf, menant une enquête sur Heather afin de découvrir si elle est bien la réincarnation d'Alessa (Douglas n'étant pas au courant de cet objectif réel).
Dix ans avant les premiers événements du jeu, Douglas travaille en tant qu'officier de police. Il démissionne par la suite. Peu de temps après, lui et sa femme divorcent. Douglas a eu un fils qui fut tué en tentant de dévaliser une banque. En outre, Douglas s'est toujours considéré comme responsable de sa mort.
L'objectif initial de Douglas est de remettre Heather à Claudia. Il la retrouve et la suit dans un centre commercial avant qu'elle ne le sème en entrant dans les toilettes. Douglas commence à s'interroger sur sa mission en voyant à son tour des monstres dans les lieux, croyant d'abord à un coup monté entre Heather et Claudia. Lorsqu'il découvre la mort du père d'Heather et apprend la vérité au sujet du kidnapping de l'adolescente, il se sent coupable et tente de l'aider au mieux. À l'extérieur de l'immeuble, Douglas révèle à Heather que Vincent Smith lui a donné une carte. Il lui demande de chercher un certain Leonard Wolf une fois qu'ils seront arrivés à Silent Hill. Puis, en entrant dans le véhicule, le détective donne la carte à Heather et l'agenda d'Harry.
Pendant le trajet, sous une pluie battante, Douglas et Heather discutent des rumeurs ayant trait à Silent Hill et du passé de la jeune fille en tant qu'Alessa Gillespie et comment Harry a affronté l'Ordre dans la ville. Douglas fait remarquer qu'il s'est déjà, par le passé, rendu dans la ville, afin de rechercher une personne disparue. Le détective écoute ensuite Heather partager ses sentiments à propos de la mort de son père.
Au parc d'attractions de la ville, Douglas a une conversation animée avec Claudia et devient furieux à cause de la trahison de cette dernière, réalisant sa folie. Il pointe son revolver dans sa direction mais, sans que l'on sache réellement ce qui s'est passé, Douglas se retrouve avec une jambe cassée. Quand Heather arrive à son tour au parc d'attractions, elle découvre la blessure de Douglas. Ce dernier lui affirme que la jeune fille lui rappelle son défunt fils. Il lui dit également, alors qu'Heather s'apprête à se lancer aux trousses de Claudia, que s'il la tue, son cauchemar prendra peut-être fin. Heather, nerveuse, pousse un long soupir avant de poursuivre sa route.
Dans la fin « Normale », après qu'Heather a éliminé le boss de fin, elle prétend être possédée et fait peur à Douglas, faisant mine de le poignarder. Le détective lui dit que c'est une blague de mauvais goût mais Heather l'interrompt, lui disant de l'appeler Cheryl. Dans la fin « Possédée », Douglas est éliminé par Heather. Cette fin ne peut être obtenue qu'après avoir fini le jeu déjà une fois.
Douglas a des cheveux gris et porte un long manteau brun. À cause de son âge, il souffre d'un début de calvitie et plaque ses cheveux en arrière afin de tenter de le dissimuler. Quand Heather le rencontre chez elle, on ne le voit plus porter le chapeau qu'il arbore au début du jeu.
Il est doublé dans la version américaine par Richard Grosse, qui est décédé avant que le jeu ne soit commercialisé. Douglas Cartland apparaît dans Silent Hill: Révélation, sorti en 2012, où le personnage est interprété par Martin Donovan.

### Claudia Wolf
Claudia Wolf est une prêtresse issue de l'Ordre, dévouée à reprendre les objectifs échoués de Dahlia, à savoir utiliser Alessa (ou plutôt sa réincarnation, Heather) afin de faire renaître « Le Dieu ». Bien qu'elle soit considérée comme l'antagoniste principal, elle n'est pas totalement machiavélique.
C'est une femme mystérieuse qui apparaît à de nombreux moments clés de l'histoire de Silent Hill 3, vêtue de noir. Si peu de choses sont révélées quant à son passé, elle est montrée comme une fervente adepte du culte. Elle tente de redonner vie à un dieu afin de créer un nouveau paradis. Claudia pense qu'un dieu né de la souffrance et de la douleur est plus à même de créer un paradis miséricordieux qu'un dieu ne pouvant faire preuve d'empathie et de compréhension.
Les seuls éléments que l'on ait concernant son passé surviennent durant une cinématique, dans laquelle Vincent affirme que Claudia a été abusée par son père, Leonard Wolf. Ce dernier a élevé sa fille afin qu'elle devienne une fanatique du culte, n'hésitant à la punir physiquement pour des comportements qu'il aurait jugés irrévérencieux. C'est ainsi que Claudia nourrit une haine profonde pour son père, dont elle partage néanmoins la foi.
Durant son enfance, Claudia grandit aux côtés d'Alessa Gillespie, l'incarnation originelle d'Heather Mason, qu'elle voit comme sa sœur et fait référence à Heather par son nom de famille. La mission de Claudia est de réussir là où Dahlia Gillespie a échoué dans Silent Hill. Claudia a également une dent contre Harry Mason, qui empêcha les desseins de Dahlia de se réaliser et qui garda Alessa en sécurité avec lui, loin de la ville.
Claudia engage alors un détective privé nommé Douglas Cartland afin de localiser Heather (Alessa), dont elle n'a plus de nouvelles depuis qu'Harry s'est échappé de Silent Hill avec le bébé, dix-sept ans auparavant. Tandis qu'Heather est prisonnière du monde parallèle et cherche un moyen de retourner chez elle, Claudia en profite pour assassiner Harry Mason, par le biais du monstre Missionary, dans leur appartement à Portland. Elle fait ensuite venir Heather à Silent Hill, cette dernière étant accompagnée de Douglas.
Au cours de la confrontation finale, Claudia profite de la colère d'Heather à la suite de la mort de son père pour « nourrir » Dieu. Elle a également une discussion animée avec Vincent, qui se montre plus réformiste et moins enclin à faire venir le Dieu sur Terre, avant de finalement le poignarder dans le dos avec une dague. Puis, Claudia explique à Heather les raisons de ses actes et qu'elle n'espère pas être sauvée du fait des péchés qu'elle a commis. Ensuite, elle achève Vincent d'un autre vigoureux coup de dague. Alors qu'Heather est sur le point de mourir et de donner naissance, elle avale l'Aglaophotis qu'elle a sur elle (caché à l'intérieur du collier qu'Harry lui avait donné) et vomit le démon, une espèce de ver informe. Horrifiée, Claudia écarte immédiatement Heather et avale la chose. Claudia n'étant pas supposée donner elle-même naissance à un Dieu, elle endure une mort abominable, finissant par tomber dans une trappe. Valtiel amène le corps de Claudia au sous-sol, où le Dieu naît. La scène avant le combat contre Dieu montre que tout ce qu'il reste de Claudia est sa robe.
À l'instar de Dahlia Gillespie de Silent Hill, Claudia parle de manière assez énigmatique et possède une foi indéfectible en Dieu. Néanmoins, alors que les motivations de Dahlia étaient purement malveillantes, Claudia, quant à elle, croit fermement en ce qu'elle fait. Elle en vient néanmoins à douter de ses méthodes, faisant remarquer qu'elle n'espère pas pouvoir accéder au paradis, à cause de son rôle dans la mort d'Harry Mason. À cause des difficultés qu'elle a endurées durant son enfance, elle perçoit le monde comme empli de souffrance, et, dans le but de sauver tout un chacun, elle tente de créer un paradis. Elle estime que pour parvenir à cette fin, des sacrifices tels que ceux de Vincent et Harry sont inévitables. À cause de son besoin inextinguible de croire, Claudia perd facilement son sang-froid, spécialement lorsque ses interlocuteurs paraissent sceptiques ou s'opposent à ses dires.
Konami a envisagé plusieurs possibilités pour le design de Claudia. Ils choisissent en fin de compte un personnage plus subtil que celui initialement prévu. Claudia a été modélisée pour ressembler à Julianne Moore. La Team Silent a volontairement omis de lui dessiner des sourcils afin de rendre les expressions de son visage plus difficiles à interpréter. Les vêtements de Claudia sont simples, une grande robe noire et elle ne porte pas de chaussures. Il semblerait que ce dernier aspect soit une tradition chez les prêtresses du culte de la ville, car Dahlia Gillespie n'en porte pas non plus dans Silent Hill.
Son prénom vient d'une célèbre actrice italienne des années 1960, Claudia Cardinale. À l'origine, elle devait s'appeler Christie, mais l'on fit remarquer que ce prénom était trop « gentil » par rapport à sa personnalité.[réf. nécessaire] Donna Burke prête sa voix au personnage dans la version américaine.
Pouvoirs
À la bibliothèque, Vincent mentionne le fait que Claudia et Heather ont chacune des « pouvoirs spéciaux ». Le Livre des Souvenirs Perdus stipule que la raison pour laquelle Heather rencontre des monstres dans le centre commercial est due à la présence néfaste de Claudia dans les environs.
La scène dans laquelle Douglas pointe son arme en direction de Claudia s'achève sur un imbroglio. Quand Heather retrouve Douglas, la jambe de ce dernier est subitement cassée et il n'en mentionne pas la cause. Puisque le détective est dans la même zone que Claudia et qu'il n'y a pas de monstres dans les environs, on peut supposer que Claudia a utilisé ses pouvoirs pour blesser Douglas, peut-être par le biais de la télékinésie. On ne sait pas d'où Claudia tient ses mystérieux pouvoirs. Il est possible que, à l'instar d'Alessa, ceux-ci soient innés, ou, du fait qu'elle a régulièrement joué avec cette dernière au cours de son enfance. Enfin, ils pourraient également provenir de sa foi aveugle envers le culte. En outre, les autres membres de l'église semblent la respecter et la craindre.
- Dans Silent Hill: Révélation, son personnage est interprété par Carrie-Anne Moss.

### Vincent Smith
Vincent Smith est un prêtre de l'Ordre, dont il gère les finances, et s'avère plus matérialiste et cupide que ses semblables. Cependant, il utilise l'Ordre pour son profit personnel, détournant notamment les donations des adeptes. Conscient que l'arrivée de Dieu signifierait sa perte, car il est trop corrompu par les rentrées d'argent que représente la secte pour accéder au Paradis, il est opposé à la résurrection de celui-ci. Il se considère comme un allié d'Heather mais la jeune fille se méfie de lui. Bien que ce soit un prêtre de l'Ordre, il voit Dieu d'une manière plutôt atypique.
Quand il rencontre Heather pour la première fois, il prétend tout connaître au sujet de son passé, de la situation actuelle et des événements s'étant déroulés à Silent Hill 17 ans auparavant. Vincent mentionne ensuite la mère d'Heather, Dahlia Gillespie et son père adoptif Harry Mason. Le Livre des Souvenirs Perdus révèle que l'âge de Vincent est d'environ 25 ans, ce qui lui donnerait environ 8 ans au moment de l'intrigue de Silent Hill. En écoutant la cassette qui se trouve dans l'Église, on peut supposer que c'est en interrogeant un membre de l'Ordre anonyme qu'il a pu prendre connaissance desdits faits. On ne sait pas grand-chose d'autre à son sujet, sur son passé. On peut néanmoins penser qu'il a grandi aux côtés de Claudia Wolf, ayant vu la prêtresse maltraitée par son père Leonard et affirmant que les actes cruels de ce dernier restent gravés dans sa mémoire.
Vincent est décrit comme un hypocrite par Shingo Yuri. Il est manipulateur, suffisant et aime faire des blagues méchantes. Il se plaît à taquiner Heather, en étalant certaines de ses connaissances mais sans pour autant répondre à toutes les questions de la jeune fille. En outre, il savoure cette position dominante. Vincent se montre aussi sournois dans ses rencontres avec Heather Mason et Claudia Wolf, n'hésitant pas à faire des commentaires cinglants et des blagues douteuses au sujet de la religion et du monde parallèle. En dépit de sa personnalité étrange, Vincent est plutôt sain d'esprit et tente d'aider Heather à empêcher la naissance de Dieu. La jeune fille a cependant l'impression que le prêtre est fou et qu'il est du côté de Claudia. Mais sa mauvaise appréciation du personnage joue en faveur de Vincent, car il veut à la fois se débarrasser d'Heather et de la prêtresse.
Par ailleurs, Vincent est très agité quand il parle, faisant souvent de grands gestes avec ses mains et se déplaçant dans l'espace. Le prêtre semble également être un passionné de lecture. De fait, on le voit régulièrement parcourir des textes religieux (au Hilltop Center et dans la bibliothèque de l'Église). Vincent est aussi narcissique et matérialiste. Il pense qu'il peut servir Dieu de sa propre manière. Même si lui et la prêtresse croient chacun en Dieu, ils ont tous deux des points de vue radicalement différents à ce sujet, notamment concernant la possibilité qu'un paradis puisse être créé. De son côté, Vincent est plutôt concerné par les aspects d'ordre financier et n'a aucune intention de voir apparaître quelque paradis que ce soit. En outre, il dit que la naissance envisagée de Dieu ne l'arrangerait pas.
Heather rencontre pour la première fois Vincent dans le monde parallèle, au Hilltop Center, en train de lire. Le prêtre lui révèle qu'il sait des choses au sujet de Dahlia Gillespie et Harry Mason. Il argue qu'il est du côté d'Heather et non de celui de Claudia, pensant qu'on a totalement « lavé le cerveau » de celle-ci. Néanmoins, son attitude détachée au sujet des monstruosités du monde parallèle laisse Heather penser le contraire. En dépit de cela, Heather doit pouvoir compter sur les conseils de Vincent pour en voir le dénouement. Par exemple, après la mort d'Harry, le prêtre, par le biais du détective Douglas Cartland presse Heather d'aller voir Leonard Wolf et de retrouver le Sceau de Metatron. Il pense – à tort – que cet objet peut empêcher la naissance de Dieu.
Quand il apparaît à nouveau, Vincent est en train de débattre avec Claudia au Jack's Inn motel, au sujet de Dieu. Il essaie de la convaincre que la foi de cette dernière ainsi que le fait qu'elle veuille donner naissance à Dieu et créer un paradis sont le seul fruit de son enfance mouvementée. Claudia, cependant, affirme que ni Vincent, ni personne d'autre, ne peut comprendre quoi que ce soit la concernant. Au moment où Heather arrive au motel, Vincent l'informe d'un message supposé de Douglas, l'invitant à se rendre à l'Église, dans laquelle se trouve Claudia.
À la bibliothèque de la chapelle, Vincent accueille Heather, qui s'irrite de sa présence. Elle lui demande pourquoi Vincent essaie de l'aider, ce à quoi il répond que c'est parce qu'il est vraiment de son côté. Il lui révèle également qu'il ne se sent pas lui-même capable de mettre un frein à la naissance de Dieu.
Vers la fin du jeu, Vincent est au centre de l'église, débattant à nouveau avec Claudia au sujet de Dieu. Elle le menace et lui conseille vivement de ne pas se mettre en travers de sa route. Il lui demande alors, peut-être pour plaisanter, si elle le tuera au cas où il refuserait de se plier à sa volonté. Après qu'Heather a interrompu la conversation, Vincent s'écarte de Claudia afin de permettre à la jeune fille de tuer la prêtresse. Claudia bondit sur l'opportunité qui se présente à elle et poignarde Vincent avec une dague. Il tombe lourdement sur le sol et y agonise pendant un moment. Dans un dernier soubresaut, le prêtre dit à Heather de libérer le Sceau de Metatron, mais ses espoirs sont réduits à néant lorsqu'il apprend que celui-ci ne possède pas la faculté escomptée. Déçue de constater que Vincent s'est laissé embobiner par les croyances de Leonard, elle le poignarde à nouveau, laisse la dague ancrée dans le corps du traître, l'éliminant ainsi pour de bon. En examinant le corps du prêtre, Heather fait remarquer que, bien qu'elle le détestait, celui-ci ne méritait pas de mourir.
- Vincent apparaît dans Silent Hill: Révélation, où son personnage est interprété par Kit Harington, et où il est présenté comme Vincent Cooper, le fils de Claudia.

### Leonard Wolf
Leonard Wolf est le père de Claudia Wolf et un ancien membre de l'Ordre. Il a été enfermé dans un hôpital psychiatrique à cause de son état mental instable et des mauvais traitements qu'il a fait subir à sa fille. Néanmoins, la doctrine et les préceptes de l'Ordre sont toujours ancrés dans son cœur. Son fanatisme inconsidéré l'a même conduit à sa perte.
Heather Mason le rencontre à l'hôpital Brookhaven dans le but d'obtenir le Sceau de Metatron, qui, d'après Vincent, peut empêcher la naissance de Dieu. Pour des raisons inconnues, Leonard passe un coup de téléphone dans l'hôpital auquel Heather répond. Ne sachant que Leonard est membre de l'Ordre, Heather et lui se découvrent un point commun en la personne de Claudia, qu'ils détestent tous deux. Quand elle le rencontre à nouveau dans le sous-sol inondé du bâtiment, Heather a une nouvelle discussion avec l'homme, sans que la jeune fille ne puisse le voir.
Heather est consternée d'apprendre que Leonard est un ancien membre de l'Ordre. Celui-ci refuse de se séparer du Sceau, pensant qu'il est de son devoir de le protéger. Puis, il s'extrait soudainement de l'eau dans laquelle il était dissimulé. Il se révèle en réalité être un horrible monstre, obligeant Heather à l'affronter et à le vaincre.
Leonard ressemble à une sorte de reptile, entièrement couvert d'un manteau d'écailles. Il est, de plus, complètement défiguré, ayant des trous à la place des yeux et une minuscule fente pour la bouche. Ses mains ressemblent à d'énormes excroissances en forme de lames. Il n'hésite pas à utiliser celles-ci pour attaquer Heather. Par ailleurs, il est amphibien et peut rester presque indéfiniment sous l'eau.
On ne sait réellement de quelle espèce est Leonard. Il pourrait s'agir d'un simple humain, qu'Heather voit comme un monstre. Une autre théorie serait qu'il aurait été puni par le monde parallèle pour sa folie et les brimades infligées à sa fille. Il pourrait également être mort, son âme s'étant transformée en monstre dans l'autre monde. Avant de l'éliminer, Heather remarque que cette "chose" n'a plus rien d'humain.[réf. nécessaire]
- Leonard Wolf apparaît dans Silent Hill: Révélation, où son personnage est interprété par Malcom McDowell.

### Valtiel
Valtiel est un monstre qui apparaît pour la première fois dans Silent Hill 3. Il est un archange de la religion de Silent Hill. Son nom signifie serviteur. Il est dérivé du mot "valet", auquel est venu se greffer le suffixe "-el", terminaison commune à nombre de ces êtres divins. Avec Pyramid Head, c'est l'un des monstres les plus connus de la série.
Du fait de son rôle passif dans le jeu et de son statut de serviteur, on pense souvent que Valtiel est le subordonné d'une autre entité surnaturelle dominante de Silent Hill. En réalité, dans la tradition religieuse de Silent Hill, Valtiel est un être sacré, possiblement Metatron. Ainsi, il s'agit d'un des êtres créés par Dieu dans le but de mener le peuple à lui obéir. Il est vénéré en tant qu'être le plus proche du divin. Une secte a même été créée en son nom, par Jimmy Stone, la secte de Valtiel. Au sein de cette dernière, on l'idolâtre de manière à pouvoir se rapprocher du tout-puissant.
Dès que l'on bascule dans le monde parallèle, Valtiel apparaît avant Heather Mason, l'héroïne de Silent Hill 3. Dans la plupart des cas, on voit le monstre tourner une valve ; un geste symbolique du cycle de la renaissance, qu'il gouverne, et de son contrôle sur le monde parallèle, environnement inhérent à la série. Valtiel semble ne pas vraiment être intéressé par Heather en personne mais plutôt par le Dieu qui vit en elle. Si la jeune fille meurt, Valtiel peut être vu traînant son corps, probablement pour tenter de ressusciter la sainte "Mère de Dieu".
Valtiel est de forme humanoïde. Sa tête vibre et se meut frénétiquement, ne permettant pas de distinguer son visage, lequel semble vide. Il revêt des vêtements de cérémonie et porte des gants. Pyramid Head présente des similitudes avec Valtiel dans le sens où chacun d'eux est décrit comme prenant une forme différente en fonction de la personne qui le voit.
Un autre fait intéressant est que Valtiel a le Sceau de Metatron sur chacune de ses épaules. Metatron et Valtiel sont chacun considérés comme des "Agents de Dieu", ceci pouvant laisser penser que Valtiel est au service de celui-ci ou qu'il est lui-même Metatron.
Dans Silent Hill 3
Heather rencontre pour la première fois Valtiel quand elle descend dans l'ascenseur du centre commercial. Il semble être en train de tenir un autre monstre. La jeune fille voit la créature s'agiter derrière un ventilateur. Si Heather meurt à certains endroits, comme le centre commercial, une brève cinématique montre Valtiel emmener son corps. C'est à l'hôpital Brookhaven qu'Heather le rencontre pour la deuxième fois, au moment où la jeune fille monte une échelle. On peut apercevoir à ce moment Valtiel tourner une valve en arrière-plan. Enfin, le monstre peut être aperçu plusieurs fois dans l'Église, agrippant des infirmières et rampant dans des conduits. Il fait sa dernière apparition lors du combat final, gardant un œil sur Dieu.
Valtiel a un rôle similaire à celui de Pyramid Head. Cependant, alors que ce dernier blesse et abuse de divers monstres, traquant James Sunderland, Valtiel, quant à lui, est plutôt passif. Si Heather meurt, il déplace même sa dépouille vers un endroit plus sûr, afin de ressusciter le Dieu qui se trouve à l'intérieur de son corps. Néanmoins, cette débauche d'attention ne s'applique à personne d'autre, Valtiel étant souvent vu abusant violemment des infirmières ou d'autres monstres féminins, tout en actionnant la valve. Il se complaît même à les torturer, bien qu'il n'y ait pas de connotation sexuelle comme cela semble être le cas pour Pyramid Head.
Les créateurs ont mentionné le fait que Valtiel est apparu sous différentes formes précédemment dans la série. Les habits liturgiques revêtus par les êtres du monde alterné de l'école dans Silent Hill lui rendent en effet hommage, sans oublier Pyramid Head, être connecté à l'existence de l'ange.
Dans Silent Hill 4: The Room
Pendant l'internement forcé de Walter Sullivan à l'orphelinat Wish House, le bras droit de Jimmy Stone, George Rosten, tente d'influencer le subconscient de Walter, par le biais de Valtiel, guidant ainsi ses actions et permettant au rituel des 21 Sacrements d'avoir lieu. La tentative est couronnée de succès mais, sans le savoir, Rosten a signé son arrêt de mort et devient la sixième victime du rituel de Walter Sullivan.

## Silent Hill 4: The Room

### Henry Townshend
C'est le personnage principal de l'aventure.
Timide et réservé, il a emménagé dans l'appartement 302 de South Ashfield Heights deux ans auparavant mais a peu sympathisé avec ses voisins. Son métier n’est pas connu mais il semble être un photographe s'intéressant à Silent Hill. Il se retrouve un beau jour enfermé dans son appartement avec impossibilité de sortir, jusqu'à ce qu'il découvre un trou dans sa salle de bain qui lui permettra d'entrer dans une réalité parallèle. Il va alors découvrir le passé de l’appartement, lié à Walter Sullivan, un tueur en série cherchant à accomplir un rituel mystique impliquant 21 sacrifices et ayant désigné Henry comme le dernier.

### Eileen Galvin
Eileen est la voisine d'Henry, habitant dans l’appartement 303. Elle est la première à remarquer la disparition étrange de Henry et les bruits qui viennent de son appartement. Personnage secondaire dans la première partie de l’intrigue, elle gagnera en importance quand Walter tentera de faire d'elle sa vingtième victime. Malgré ses blessures, elle décidera d'aider Henry à stopper Walter.

### Walter Sullivan
Il est mentionné dans un document de Silent Hill 2, un magazine à ragots. Selon cet article, il se serait suicidé dans sa cellule après avoir clamé son innocence et la culpabilité d'un "démon rouge" pour les meurtres dont il est accusé. Ceci fait référence à la relation qui unit James au Pyramid Head. Dans le cimetière de l'ancienne prison, juste avant le combat contre Eddie, on y trouve la stèle de Walter. Il est également la réponse à une question d'un quiz qui a lieu dans l'ascenseur de l'hôpital de Brookhaven.
Walter Sullivan est le principal antagoniste de l'histoire. Il est né dans l'appartement où vit Henry, et lorsqu'il était enfant ses parents l'ont abandonné. Trouvé par Frank Sunderland, qui a étrangement gardé son cordon ombilical, Walter a été envoyé à l'orphelinat Wish House de Silent Hill, où il a été élevé par des membres de l’Ordre, une secte qui va l'initier à leurs rites et le convaincre que l'appartement 302 était sa mère. À l'âge adulte, il cherche donc à ressusciter celle-ci en réalisant le rituel des « 21 Sacrements » que lui a appris George Rosten. Il tuera dix personnes et leur prendra le cœur avant d'être arrêté et de se suicider en prison. En réalité, ce suicide était une mise en scène et il s'est vraiment tué dans l'appartement 302 afin de pouvoir continuer ses meurtres comme esprit.

### L'enfant
Un enfant de cinq ou six ans qui apparaît fréquemment dans les mondes parallèles. Il prétend chercher "sa mère". On apprend vers la fin qu'il s'agit en fait du bon côté de Walter Sullivan, à l'instar de Cheryl et Alessa, sous sa forme d'enfant. Lorsque Walter mourra, l'enfant disparaîtra avec lui.

### Cynthia Velasquez
Cynthia est une femme latine-américaine. Quand Henry la rencontre dans le monde du métro, elle est persuadée d'être dans un rêve. Elle finit battue à mort par Walter, devenant sa 16e victime, et meurt sous les yeux de Henry. L'esprit de Cynthia reviendra hanter la station de métro.

### Jasper Gein
Rencontré par Henry dans le monde de la forêt, Jasper est un jeune homme étrange au discours peu cohérent. Il semble avoir peur de quelque chose en rapport avec Silent Hill, bien qu'il ne s'exprime jamais clairement à ce sujet. Il semble intéressé par les sciences occultes et l'Ordre de Silent Hill. Walter le tuera en l'immolant, faisant de lui sa 17e victime.

### Andrew DeSalvo
Ancien gardien de la prison, il est enfermé dans une des cellules lorsque Henry fait sa rencontre. C'est un alcoolique violent, ayant travaillé à l’orphelinat Wish House bien qu'il ne soit pas membre de l'Ordre. Il était violent envers les orphelins, les battant et torturant. Il se fera tuer, pendu par Walter Sullivan et devenant sa 18e victime.

### Richard Braintree
Un voisin de Henry et Eileen, vivant dans l’appartement 207. Il a mauvais caractère, et deviendra la 19e victime de Walter Sullivan. Il mourra sur une chaise électrique.

### Joseph Schreiber
Un journaliste qui vivait dans l'appartement 302 avant Henry. Il a mystérieusement disparu après de longues recherches sur l'Ordre de Silent Hill. Henry découvrira que Joseph a fait le lien entre l'orphelinat Wish House et les meurtres de Walter Sullivan et sera lui aussi coincé dans les mondes créés par l’esprit de Walter jusqu'à ce qu'il soit tué par le fantôme de Jimmy Stone, devenant le 15e sacrifice du rituel de Walter. Joseph donnera à Henry et Eileen le moyen de tuer l'esprit de Walter.

### Frank Sunderland
Frank est le gardien des appartements où vit Henry, et également le père de James Sunderland, le héros de Silent Hill 2. Il tentera tant bien que mal d'enquêter sur l'absence d'Henry depuis quelques jours mais sera dans l'incapacité d'ouvrir la porte.

## Silent Hill: Origins

### Travis Grady
Travis Grady apparait comme un camionneur passant une grande partie de sa vie sur la route. En prenant un raccourci par Silent Hill, il est surpris par une projection de l’esprit d'Alessa Gillespie. En fouillant les environs, il voit l’incendie de la maison des Gillespie et sort le corps d'Alessa avant de perdre connaissance. À son réveil, il se confrontera à Dahlia Gillespie et au Dr Kaufmann qui cachent le corps brûlé d'Alessa. La magie de la ville le remettra face à son traumatisme d'enfance : quinze ans auparavant, sa mère, instable mentalement, tentera de se suicider avec son fils, puis son père se suicidera après avoir fait interner sa femme en sanatorium.
Il fait une brève apparition dans Silent Hill: Homecoming, où il emmène Alex Shepherd en voiture à Shepherd's Glen, une ville voisine de Silent Hill.
- Dans Silent Hill: Révélation, il n'apparaît brièvement qu'à la fin du film, et son personnage est interprété par Peter Outerbridge.

## Silent Hill: Homecoming

### Alex Shepherd
Fils ainé de la famille Shepherd, Alex est un soldat qui revient dans sa ville natale de Shepherd's Glen. À son arrivée la ville est plongée dans un épais brouillard et elle paraît déserte.

### Margaret Holloway
Margaret est un juge qui vit et travaille à Shepherd's Glen. Elle est la première personne que rencontre Alex à son arrivée. Elle l'avertit de la disparition de la majorité des gens de la ville.

## Silent Hill: Downpour

### Murphy Pendleton
Murphy Pendleton est un homme au passé violent mais repenti. Il s'est marié à son amour d'adolescence, Carol, avec qui il a eu un fils, Charlie, mais celui-ci sera enlevé et tué par son voisin, Patrick Napier. Après son divorce, Murphy s'arrange pour retrouver Napier dans la Ryall State Prison et l'y tuer, mais pour l’atteindre, il doit une faveur au gardien George Sewell : battre à mort l'agent Frank Coleridge.
Pendant son transfert au Pénitencier de Wayside, le bus dans lequel se trouve Murphy a un accident. Murphy parvient à s'échapper et rejoint la ville de Silent Hill, où des monstres, manifestations de sa culpabilité des meurtres de Napier et Coleridge, vont le hanter. Il y sera également poursuivi par l'agent Anne Marie Cunningham, la fille de Coleridge.

### Anne Marie Cunningham
Anne Marie Cunningham est agent de sécurité pour le pénitencier de Wayside. Elle surveille de près Murphy Pendleton, qu'elle suspecte d'avoir battu violemment son père, Frank Coleridge, le laissant dans un état végétatif jusqu'à sa mort. Elle va le traquer à travers Silent Hill 

### Howard Blackwood
Howard Blackwood est un postier mystérieux errant dans Silent Hill. Il serait dans la ville depuis plus d'un siècle, venu s'y réfugier après avoir tué un homme en légitime défense. Il donnera quelques indices cryptiques à Murphy dans sa progression.

### Bobby Ricks
Bobby Ricks est le présentateur de la station de radio WLMN FM. Coincé dans Silent Hill, il s'est réfugié dans la station de radio depuis un certain temps, trop effrayé par toute tentative de fuite de la ville.